# عقرب فلسطين الأصفر
عقرب فلسطين الأصفر أو العقرب الأصفر ذو العقلة السوداء أو عقرب أم درمان أو عقرب صحراء النقب (الاسم العلمي Leiurus quinquestriatus)، حيوان سام لافقاري من العقارب وفصيلة العقربيات. تشير إليه بعض المصادر الأجنبيَّة باسم مُتعقب الموت (بالإنجليزية: Deathstalker)‏.

## التوزيع
مواطنه شمال أفريقيا ومنطقة الشرق الأوسط. لها أنتشار واسع في الأراضي الصحراوية، الصحراء العربية، صحراء طهار، وآسيا الوسطى، وفي الجزائر ومالي ومصر، إثيوبيا، آسيا الصغرى وشبه الجزيرة العربية.

## الوصف
لون العقرب اصفر ويكون وسطه مخطط باللون الاسود.
يبلغ طوله من 30 - 77 مليمتر (3 - 7.7 سم)،
وبالمعدل يكون طوله 58 مليمتر (5.8 سم).

## السم
يحتوي سم عقرب فلسطين الاصفر على خليط من السموم العصبية.

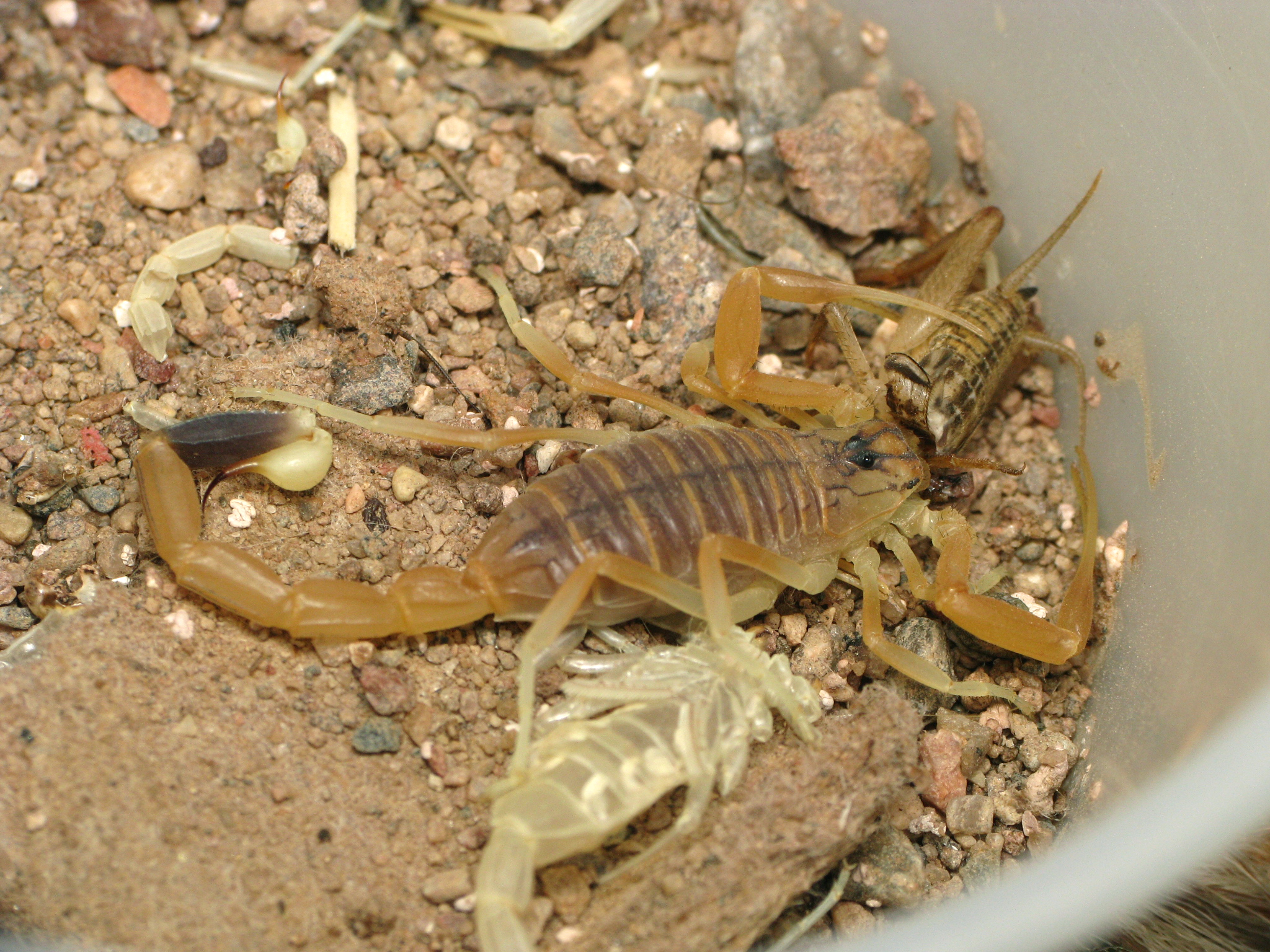
عقرب فلسطين الاصفر ياكل جدجد في الاسر

### خطورة السم
يعتبر عقرب فلسطين الاصفر من أكثر العقارب خطورة حول العالم.
سمه هو خليط من السموم العصبية ويحتاج العقرب إلى لدغ كمية صغيرة من سمه لتسبيب اذى كبير لضحيته.
رغم ان لدغة هذا العقرب مؤلمة ومبرحة للغاية؛ الا انها لا تسبب عمومًا بقتل انسان بالغ وصحي. مع ذلك، الأطفال الصغار والكبيرون بالعمر والاشخاص مع ظرف طبي خاص (كحساسية أو أمراض قلب)، تكون حياتهم مهددة بشكل جدي عن تعرضهم للدغة هذا العقرب.أي اصابة بتسمم من هذا العقرب كفيلة لان تؤدي لصدمة الحساسية وهي ردة فعل
حساسية التي تشكل خطورة على حياة الناس. إذا توفي الشخص بسبب لدغة هذا العقرب يكون السبب الطبي عمومًا استسقاء الرئة.